# Émile Fisseux
Émile Léon Fisseux (* 15. Februar 1868 in Paris; † nach 1908) war ein französischer Bogenschütze.
Bei den Olympischen Spielen 1900 in Paris wurde Fisseux Dritter beim Bogenschießen im Wettbewerb 50 Meter Au Cordon Doré. Zwar wurden damals nur an die zwei Erstplatzierten Medaillen vergeben; dennoch wird Fisseux als Bronzemedaillengewinner geführt. Bei den Spielen 1908 belegte Fisseux den 13. Rang; dieses Mal wurde der Bewerb als Continental Round durchgeführt.